# Bobkový list

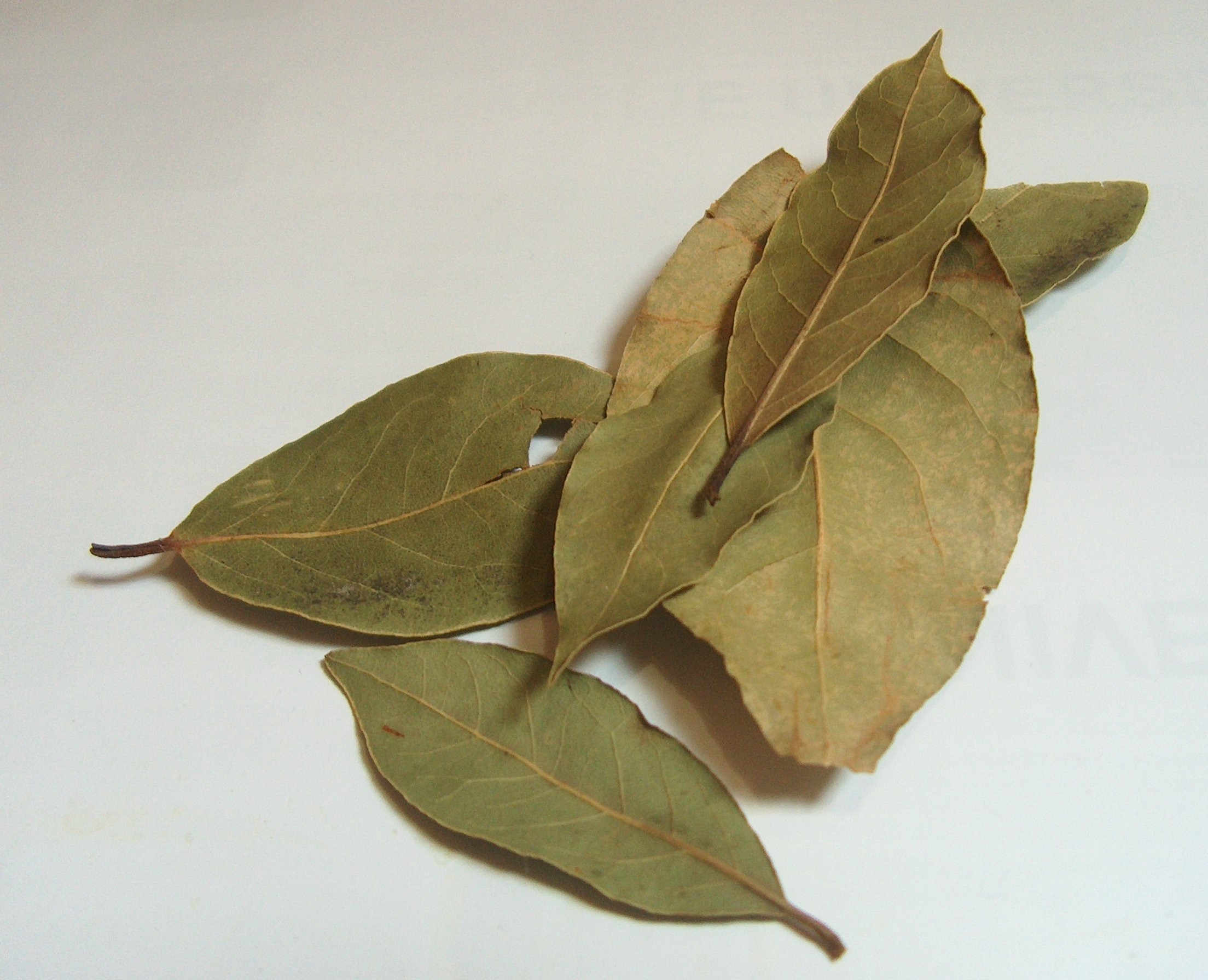
Bobkový list

Bobkový list je sušený list vavřínu vznešeného (Laurus nobilis) používaný zejména jako koření. Původem je pravděpodobně z Malé Asie, dnes se vavřín pěstuje v celém Středomoří. Jedním z největších producentů je Turecko.

## Využití

### V kuchyni
Hojně se používá do smetanových omáček, voňavých polévek, kyselých jídel, při nakládání masa, okurek nebo hub, pečení masa a zvláště zvěřiny. Využívá se také k přípravě marinád a teriny.
Spolu s tymiánem má nezaměnitelné místo v bouquet garni čili kytičce bylinek.
Je znám i recept na ochucení anglického mléčného pudinku, kde se před zapečením naaranžuje čerstvý list.

### Léčivé účinky
Působí lehce sedativně, podporuje trávení, má i antiseptický (protizánětlivý) účinek. Mimo jiné má velmi zajímavý účinek na snižování krevního cukru jako doplněk léčby diabetiků.
Pije se nálev, který se udělá ze dvou bobkových listů, ty se zalejí vroucí vodou a nechají 5 minut louhovat (1/4l hrníček). Pije se třikrát denně.

### Olej
Vavřínový olej se používá v parfémech a při výrobě vavřínového rumu. Je jednou ze složek aleppského mýdla.

## Podobné
Ve Střední Americe se podobně používá místní rostlina zvaná laurel (Litsea), která má tenčí listy a jemnější aroma.